# Morris C8
Der Morris C8 FAT war eine von Morris-Commercial Cars Ltd. ab Ende der 1930er Jahre gebaute britische Artilleriezugmaschine, welche im Zweiten Weltkrieg verwendet wurde, um mittelschwere Geschütze der Feldartillerie zu ziehen. Das leichte, auch als „Quad“ bezeichnete 4×4-Zugfahrzeug entsprach einem generellen Anforderungsschema der britischen Armee, gemäß dem weitere Firmen (Guy und Karrier) Fahrzeuge lieferten. Der Morris C8 wurde in mehreren Versionen gebaut (Mk I, Mk II und Mk III).

## Entwicklung
Die Basis aller Artillerieschlepper dieser Klasse waren die leichten Lastkraftwagen der 15-cwt-Kategorie. Anfang der 1930er Jahre bestand die Absicht, diverse leichte, dreiachsige Fahrzeuge, die für die Versorgung je eines Infanteriezuges gedacht waren, durch ein geländegängiges Mehrzweckfahrzeug mit Allradantrieb zu ersetzen. Der erste Entwurf für diese Klasse war der Morris-Commercial CS 8 im Jahr 1934.
Im Jahr 1937 erkannte man im britischen War Department, der Beschaffungsabteilung des Kriegsministeriums, dass man auch für die leichten Zugfahrzeuge von Dragon und den Morris CDSW, die zu dieser Zeit im Einsatz waren, neue und leistungsfähigere Field Artillery Tractors (FAT) zum Ziehen der zunehmend schwerer werdenden Geschütze benötigte. Sowohl als Unternehmen Guy Motors als auch Morris Commercial lieferten sehr schnell neue, recht konventionelle Entwürfe ab, wobei derjenige von Morris-Commercial eine Weiterentwicklung des existierenden CS 8 war.
Hierbei war auf einem zweiten Rahmen ein Vierzylindermotor montiert, welcher wiederum an dem eigentlichen Fahrwerksrahmen montiert war. Wie bei dem Entwurf von Guy hatte der Entwurf im oberen Bereich angeschrägte Wände, die zur käferartigen „Beetle-back“-Optik führten. Eine Luke im Dach über dem Beifahrerplatz ermöglichte die Beobachtung der Umgebung und, wo erforderlich, das Einweisen des Fahrers.
Ein Hintergrund für das Design war, dass man immer noch von der Gefahr einer chemischen Kriegsführung ausging und die Dekontaminierung erleichtert werden sollte. Auch sollte auf dem rückwärtigen Aufbau die Bodenplatte der Haubitzen transportierbar sein. Es konnten eine Mannschaft von sechs Mann und 24 Munitionskisten der Ordnance QF 25-pdr-Haubitze und 8 Geschosse zur Panzerabwehr in Transportverpackung mitgeführt werden. Auch das übliche Fahrzeug- und Geschützzubehör war im und am Fahrzeug untergebracht.
Der erste Morris C8 „Quad“ wurde im Oktober 1939 geliefert und das Fahrzeug blieb bei Morris bis Kriegsende in Produktion. Es gab auf der technischen Seite des Fahrzeugs in der Produktionszeit zwei große Veränderungen und auch bei den Aufbauten waren es zwei große Änderungen.
Fahrwerk und Motorisierung dienten bei weiteren Morris-Fahrzeugen als Basis, wie zum Beispiel beim C8 Morris 15 cwt Truck. Mit einem verlängerten Fahrwerk wurde eine Flugabwehrselbstfahrlafette (Anti-Aircraft Tractor) entwickelt und produziert, der C9 B, der ein leichtes Bofors-Geschütz trug.

## Geschichte
Die Field Artillery Tractors der britischen Armee waren die Ausstattung der Field Artillery Regiments ab Beginn des Zweiten Weltkrieges. Jedes Regiment hatte 36 Quads für 24 Kombinationen aus Geschütz und Protze und 12 Kombinationen mit zwei Protzen hintereinander.
Ende 1939 als Organisation eingeführt, zogen die Quads in Frankreich 1940 die 18-Pdr-, 18/25-Pdr- und 4,5-Inch-Haubitzen. Die katastrophale Niederlage der französischen Streitkräfte und der dadurch bedingte fluchtartige Rückzug der Einheiten der British Expeditionary Force (BEF) nach Dünkirchen führten dazu, dass der Großteil der in Frankreich eingesetzten Fahrzeuge von der Wehrmacht erbeutet wurde oder dass die Fahrzeuge vernichtet wurden.
Auch die 75-mm-Geschütze, welche die USA zur Verfügung stellte, wurden ab Juni 1940 mit und ohne Protze von den FAT geschleppt. Auch wenn vorrangig die 25-pdr-Haubitzen geschleppt wurden, so waren diese Fahrzeuge überall, von Island bis Malaysia, im Einsatz, wo Field Artillery Regiments zum Einsatz kamen. Nahezu alle Commonwealth- und sonstigen alliierten Einheiten, die 25-pdr-Haubitzen hatten, waren mit diesem Fahrzeugtyp ausgerüstet.
Wenn auch etwas klein für die gesamte Ausrüstung, so war das Fahrzeug bei den Mannschaften recht beliebt. Doch die Motorisierung von 70 PS war für ein Gewicht von 9 t, die ein voll ausgestatteter Geschützzug hatte, relativ gering und Steigungen konnten nur mit recht geringer Geschwindigkeit überwunden werden. Die eingebauten Winden kamen deshalb an Steigungen und im Schlamm regelmäßig zum Einsatz.
Mit dem Erscheinen der Panzerabwehrgeschütze 6-pdr und 17-pdr wurden auch diesen Quads als Zugmaschinen zugeteilt. Meist wurden diese Waffen ohne Protze gezogen, doch vereinzelt wurden 17-pdr mit Protzen bewegt, was wohl darauf zurückzuführen war, dass die Protze eine Bremse hatte und damit das Geschütz schonender transportiert werden konnte, denn die Munition der 17-pdr passte wegen der Geschosslänge nicht in diese Protzen.
Die bewährten Fahrzeuge blieben auch nach dem Ende des Zweiten Weltkrieges bei den britischen Streitkräften im Einsatz.
Die Konflikte in Korea und Malaysia sahen die FAT noch im intensiven Einsatz.
Alliierte und Commonwealth-Streitkräfte, welche die Fahrzeuge im Zweiten Weltkrieg zur Verfügung gestellt bekommen hatten, behielten diese gern und erhielten auch weitere Fahrzeuge, die zuvor bei der britischen Armee im Einsatz gestanden hatten, um Einheiten vollständig auszurüsten. Ein Beispiel ist die Königlich Niederländische Armee in Ostindien, welche diese intensiv nutzte.
Die Fertigung der Quads lief bis Anfang der 1950er Jahre, und die Fahrzeuge blieben bis 1959 im Dienst, als schließlich das letzte Fahrzeug verkauft wurde. Sie wurden von weniger spezialisierten Fahrzeugen wie dem Drei-Tonnen-Lastkraftwagen Bedford RL und dem Fordson Thames E4, ersetzt.

## Varianten
Mark I
Zwischen 1939 und 1940 wurden etwa 200 Fahrzeuge dieser frühen Ausführung gefertigt. Die Frontachse war mit einem Sperrdifferenzial konzipiert und die Achse war oberhalb der Federung montiert. Das Fahrzeug war grundsätzlich allradgetrieben und hatte Reifen der Dimension 10,50×20 Inch. Das Gaspedal war mittig positioniert und nicht wie üblicherweise außen links.
Mark II
Etwa 4000 Stück der Ausführung Mk II wurden von 1940 bis Anfang 1941 gebaut. Das Fahrzeug entsprach praktisch dem Typ Mk I, aber bei der Frontachse gab es Änderungen, das Sperrdifferenzial der Vorderachse entfiel.
Mark III
Die meisten gebauten Fahrzeuge gehörten zur 3. Ausführung. Etwa 6000 Stück wurden von 1941 bis 1945 gebaut. Die Frontachse wurde nun unter die Blattfederung gesetzt und aus dem permanenten Vierradantrieb wurde ein zuschaltbarer. Die Reifengröße änderte sich auf 10,50×16 inch und das Gaspedal wurde, wie allgemein üblich, rechts montiert.
Veränderungen am Aufbau:
- Alle Mk I und vermutlich ca. 3000 der Mk. II hatten den „Beetle-Back“-Aufbau. Dieser hatte zwei Türen, nur zwei kleine Fenster auf der rechten Seite und eines an der linken Seite. Auf dem Dach waren zwei herausragende runden Lüftern.
- Die späteren Mk II und die ersten 4000 Mk. III hatten den späten „Beetle-Back“-Aufbau mit einem zusätzlichen schmalen Fenster auf der rechten Vorderseite und Fenstern in beiden Türen. Das Dach war eine Plane auf einer gekreuzten Stahlrahmen-Konstruktion über dem Mannschaftsraum und zwei rechteckigen Lüftern hinter der Abdeckplane. Zusätzlich erhielt das Fahrzeug größere Tanks und größere Tanköffnungen.
- Die letzten 2000 Mk III wurden mit dem Aufbau „No. 5“ geliefert. Eine neue rechteckige Form des Aufbaus und ein neues Planendach mit zwei runden Luken sowie vier Seitentüren mit Fenstern stellten einen völlig neuen Entwurf dar.

Als die 18-pdr- und 18/25-pdr-Haubitzen nicht mehr im Einsatz waren, benötigten die Fahrzeug die Halterung für Plattformen auf dem hinteren Aufbau nicht mehr. Die Haltevorrichtung wurden grob entfernt und normalerweise wurde an dieser Stelle nun ein Gestell für zusätzliche Lasten montiert.

### C8/GS 4x4
Der Bedarf an Field Artillery Tractors war 1944 weitgehend gedeckt und das Fahrwerk des Mk III wurde für einen normalen Pritschen-Aufbau der 15-cwt - Kategorie verwendet (General Standard). Durch seinen Ursprung saß bei diesem Fahrzeug die Fahrerkabine relativ hoch und die Frontachse etwas weiter hinten im Vergleich zu anderen Fahrzeugen der 15-cwt-Kategorie. Die Pritschen konnten je nach Zulieferer in Holz- oder Stahlausführung gehalten sein.

## Galerie

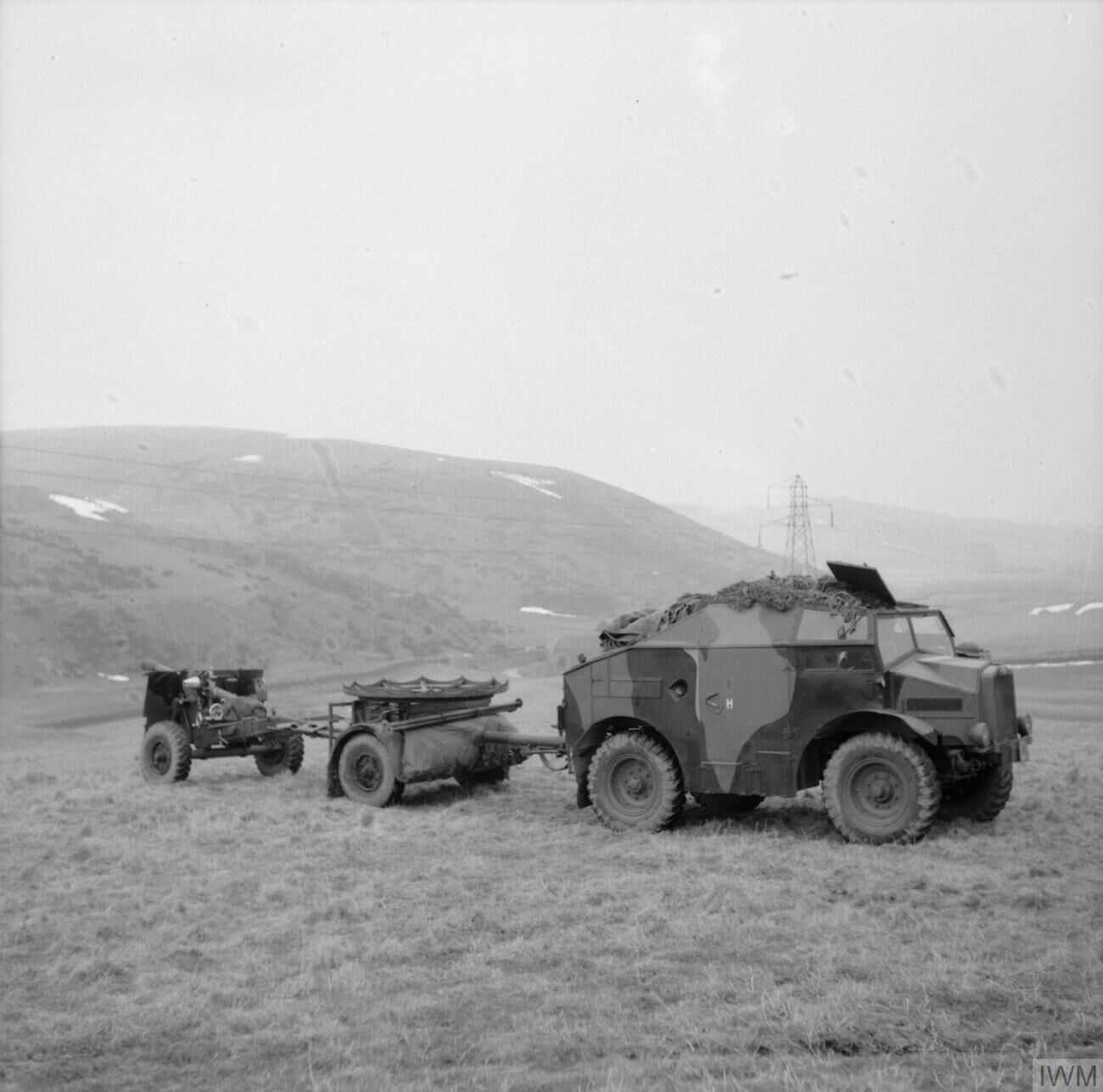
Mk. I/früher Aufbau – Übung in Schottland 1941
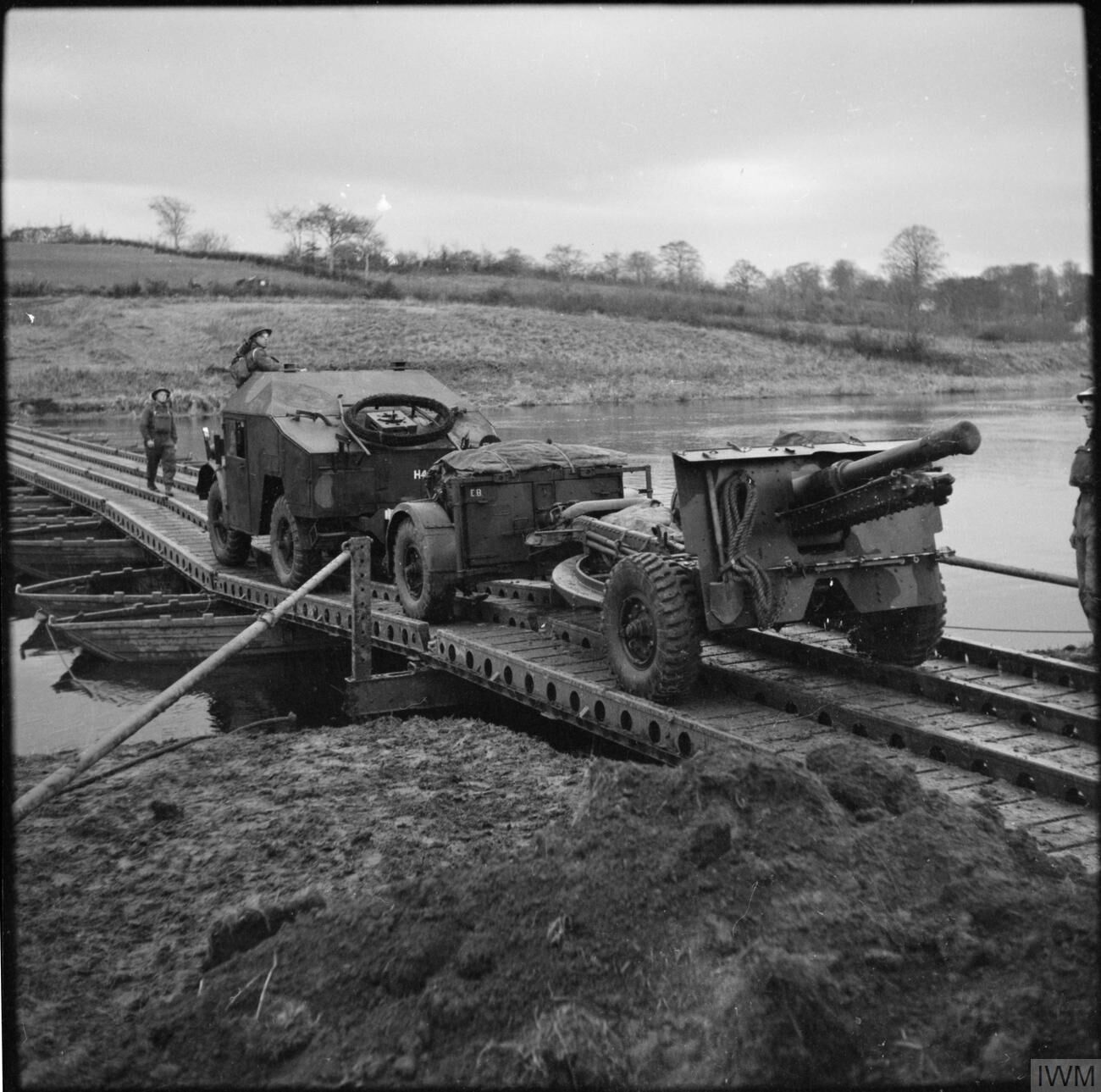
Früher Aufbau – Erkennbar an den runden Lüftern
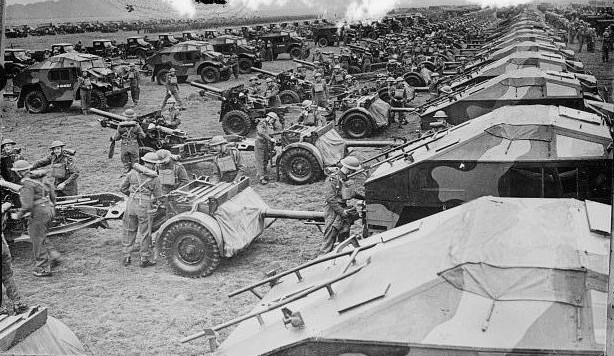
Mittlere Aufbautyp – erkennbar an den eckigen Lüftern
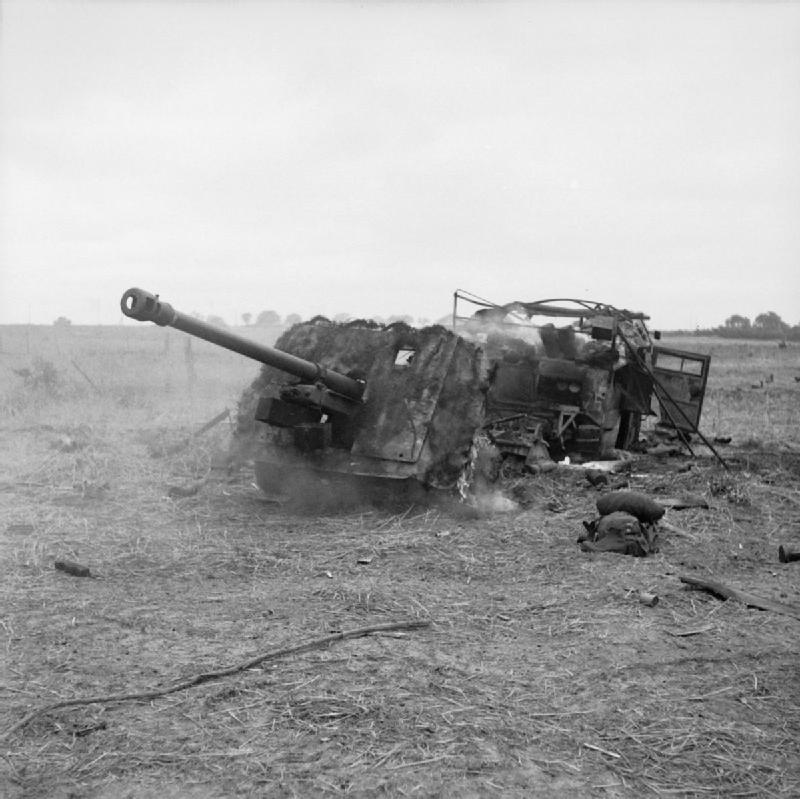
3. Aufbautyp – 1944 Normandie mit 17-pdr Pak

## Technische Daten
- Gewicht: 3042 kg
- Länge: 4,42 m
- Breite: 2,21 m
- Höhe: 2,26 m
- Tankinhalt: 2 × 68 Liter (25 gallons)
- Reichweite: 256 km (160 miles)
- Motor: Morris 3,5-Liter-4-Zylinder-Seitenventil-Ottomotor mit 70 PS (52 kW)
- Höchstgeschwindigkeit: 80 km/h[1]

## Trivia
Die Pritschenversion stand als deutscher LKW in der Serie „Ein Käfig voller Helden“ Pate.